# Lyons (Ohio)
Pour les articles homonymes, voir Lyons.
Lyons est un village du comté de Fulton, dans l’Ohio, aux États-Unis.